# Avy Scott
Avy Scott (ur. 2 października 1981 w Tampie) – amerykańska aktorka i reżyserka filmów pornograficznych, także modelka.

## Życiorys

### Wczesne lata
Urodziła się i dorastała w Tampa na Florydzie, gdzie uczęszczała do Hillsborough High School. Pracowała dla firmy ubezpieczeniowej jako ubezpieczyciel, zanim podjęła naukę w college’u na wydziale biznesu i psychologii.

### Kariera
Jej były menedżer znalazł Scott na stronie dla dorosłych, a jej matka zachęciła ją, by zaistniała w branży dla dorosłych, mówiąc: W każdym razie nie rób dużo, więc możesz spróbować być najlepszą gwiazdą porno, jaką możesz być. Wkrótce po swoich osiemnastych urodzinach zaczęła pracować w branży rozrywki dla dorosłych, robiąc pokazy on-line na żywo.
Jej zdjęcia trafiły do magazynów takich jak High Society, Hustler i Club.
23 listopada 2001 zadebiutowała w filmie The 4 Finger Club #20.
Pierwszą scenę seksu oralnego z mężczyzną zagrała w filmie Real Sex Magazine 47 (2002) z Tonym Poundsem. Wzięła potem udział w ponad 300 filmach dla dorosłych.
Wystąpiła jako Cora w dreszczowcu erotycznym H.R. Blueberry’ego Lust Connection (2005) z Frankiem Harperem, Chasey Lain i Monique Parent.
Wyreżyserowała także kilka produkcji, w tym Mini Van Moms (2006) z Jamesem Deenem i Derrickiem Pierce oraz Deep Throat This 32: All MILF Edition (2006).
Romansowała z fotografem Terrym Richardsonem. Związana była z aktorem porno Barrettem Blade.

## Nagrody i nominacje
| Rok  | Nagroda          | Kategoria                                        | Film                                      | Inni wykonawcy                                    | Rezultat  |
| ---- | ---------------- | ------------------------------------------------ | ----------------------------------------- | ------------------------------------------------- | --------- |
| 2003 | AVN Award        | Najlepsza nowa gwiazdka                          | –                                         | –                                                 | Nominacja |
| 2003 | AVN Award        | Najlepsza scena seksu grupowego – wideo          | Heroin (2002)                             | Sunrise Adams, Violet Blue, Dillon i Randy Spears | Nominacja |
| 2003 | XRCO Award       | Grupowa scena                                    | Heroin (2002)                             | Sunrise Adams, Violet Blue, Dillon i Randy Spears | Nominacja |
| 2003 | XRCO Award       | Nowa gwiazdka roku                               | –                                         | –                                                 | Nominacja |
| 2004 | AVN Award        | Najlepsza scena seksu oralnego – film            | Compulsion (2003)                         | Kurt Lockwood                                     | Nominacja |
| 2004 | AVN Award        | Najlepsza scena seksu w parze – film             | Heaven (2003)                             | Steven St. Croix                                  | Nominacja |
| 2004 | NightMoves Award | Najlepsza nowa gwiazdka                          | –                                         | –                                                 | Wygrana   |
| 2010 | AVN Award        | Najlepsza scena seksu grupowego samych dziewczyn | Lesbian Hospital 2: Her First Exam (2009) | Nicole Moore, Bobbi Starr, Aiden Starr i KC Kelly | Nominacja |
| 2010 | XRCO Award       | Najlepszy powrót                                 | –                                         | –                                                 | Nominacja |
| 2011 | AVN Award        | Najlepsza scena seksu triolizmu samych dziewczyn | Pin-Up Girls 4 (2010)                     | Ashlyn Rae i Georgia Jones                        | Nominacja |